# К-328 «Леопард»
К-328 «Леопард» — советская и российская многоцелевая атомная подводная лодка проекта 971 «Щука-Б», заводской номер 832. Корабль имеет улучшенную скрытность по сравнению с предыдущими кораблями серии и на западе классифицируется как «Improved Akula».

## История строительства
К-328 заложен на Севмаше 26 октября 1988 года. 24 января 1991 года получил имя «Леопард», 21 мая того же года — унаследовал Краснознамённый флаг К-181 проекта 627А — первой советской подлодки, всплывшей на Северном полюсе.
28 июня 1992 — вывод из цеха, 1 сентября 1992 года — физический пуск реактора, 30 декабря того же года вступила в строй, 15 января 1993 года — поднят Военно-морской флаг, день утверждён как дата ежегодного праздника корабля. 29 января вошла в состав 24-й «звериной» дивизии подводных лодок Северного флота.

## История службы
В июне-сентябре 1994 года выполнил боевую службу с 608-м флотским экипажем под командованием А. А. Попова. 16 апреля — 4 июля 1994 года — выполнена боевая служба в Атлантике. На борту находился экипаж К-317 под командованием С. В. Справцева. 12 мая — 23 июля 1999 года выполнена боевая служба со штатным экипажем. 12 февраля — 13 апреля 2000 года — боевая служба с 608-м экипажем на борту, командир — С. Е. Кавлис. В октябре-ноябре 2001 и 2002 годов — выполнены ещё две боевые службы, командиром в ходе обеих был К. Э. Онушков.
В 2006—2007 годах прошёл средний ремонт на Севмаше.
С конца июня 2011 года находится на ЦС «Звёздочка» в ремонте и переоборудовании по проекту 971, который изначально планировалось завершить в 2021 году. 25 декабря 2020 года АПЛ была спущена на воду после проведения ремонта и модернизации, проходит достройку и готовится к испытаниям, которые займут не менее полугода.
Должна была вступить в строй до конца 2021 года, но 8 декабря того же года генеральный директор ЦС «Звездочка» Сергей Маричев сообщил о перенесении сроков сдачи на 2022-й, чего также не произошло. В конце 2023 года было вновь объявлено, что сроки введения АПЛ в строй перенесены на конец 2024 года.

## Командиры
- 1990—1996: Валерий Игоревич Дьяконов;
- 1996—2000: В. П. Петрович;
- 2000—2003: К. Э. Онушков;
- 2003: Г. В. Иванов;
- 2003—2004: Кочемазов В. Н.;
- 2004—2005: А. Ю. Котенков;
- 2005—2012: А. П. Егоров.